# Liste der Orte in der Stadt Wangen im Allgäu
Die Liste der Orte in der Stadt Wangen im Allgäu listet die geographisch getrennten Orte (Ortsteile, Stadtteile, Dörfer, Weiler, Höfe, (Einzel-)Häuser) und Wüstungen in der Stadt Wangen im Allgäu auf.
| Teilort       | Einwohner           | Wohnplätze |
| ------------- | ------------------- | --- |
| Kernstadt     | 17.529 (31.12.2018) | Burgelitz, Durrenberg, Herfatz, Lottenmühle, Sattel, Sigmanns |
| Deuchelried   | 1622 (31.12.2019)   | Ahegg, Aheggberg, Ausleute, Bach, Beutelsau, Bimisdorf, Breiten, Brenner, Brönnele, Büchel, Ebenhochberg, Endesbach, Enzerberg, Epplings, Gaisstieg, Giesenberg, Gießen, Goldbach, Goldberg, Gordisbauer, Götzenberg, Grub, Gulisberg, Hag, Halden, Haldenberg, Hasenhalden, Holzacker, Hubersberg, Käferhofen, Köhlberg, Köhlbergwies, Laudorf, Mellberg, Oberau, Oflings, Röckenberg, Sägmühle, Schächler, Schattenbauer, Schneiders, Schwaderberg, Schwarzerhasen, Sorreite, Steibisberg, Stockerberg, Tobel, Trollenhof, Unterschwaderberg, Wannen, Watt, Wiesen, Windhäusern, Wittschanden, Wohnried, Wolfaz, Zurwies |
| Karsee        | 709 (31.12.2019)    | Abraham, Aich, Albishaus, Baumann, Blaser, Böschlishaus, Bommen, Brenner, Edengut, Edenhaus, Eggenreute, Eggerts, Endersen, Englisweiler, Felbers, Grub, Haag, Hochberg, Karsee-Berg, Kehlismoos, King, Kohlhaus, Luß, Niederlehen, Oberhalden, Oberhof, Oberholz, Oberwies, Riefen, Ruzenweiler, Schweinberg, Siggenhaus, Sommers, Spiegelhaus, Steißen, Unteregg, Unterholz, Untersteig, Zeihers |
| Leupolz       | 1025 (31.12.2019)   | Allewinden, Bach, Bauhofschlößle, Buchen, Butzmann, Ehrlach, Fünfers, Gierensberg, Grünenberg, Gutermann, Halden, Herfatz, Höfen, Hofstatt, Holzhäusle, Holzmaier, Knöpfler, Kohlhauser, Krähenberg, Langhalden, Leupolzbauhof, Leupolzmühle, Leupolzwiddum, Loch, Merken, Mischen, Missen, Mittelhub, Müllern, Niederweiler, Nußbaum, Oberweiler, Praßberger Bauhof, Praßberger Mühle, Rehmen, Reischmann, Rempen, Reutstock, Röhrenmoos, Rohrweiher, Saamen, Schmidberg, Stämpfle, Steinberg, Straß, Stützenberg, Trifts, Ungerhaus, Waldberg, Weihers, Weiler, Wolfshaus                                                |
| Neuravensburg | 2994 (31.12.2019)   | Altschmitte, Argenhof, Bachhofen, Bergler, Bettensweiler, Buckelhof, Bühlmüller, Dabetsweiler, Dametsweiler, Degetsweiler, Dittis, Engetsweiler, Ferdishof, Föhlschmitten, Friedhag, Fuchbühl, Füßinger, Grub, Gugelis, Gugelloch, Hagmühle, Halders, Hinterberg, Hub, Hüttenweiler, Hundriß, Irgenhaus, Kiesgrub, Knolpers, Kocherbauer, Kögelhof, Loch, Maierhalden, Mendler, Metzgerhof, Mindbuch, Moos, Reute, Ried, Roggenzell, Roten, Schillerhalde, Schlachters, Schmalholz, Schwarzenbach, Strohdorf, Tegermoos, Trollenhof, Untermooweiler, Weißenhaus, Wuhr                                                      |
| Niederwangen  | 1602 (31.12.2019)   | Baurus, Berg, Biggelshof, Böhen, Brententann, Bürsten, Dorreite, Elitz, Ettensweiler, Feld, Fidelershof, Geigers, Hatzenweiler, Herzmanns, Hochstatt, Humbrechts, Ibelers, Jussenweiler, Kebach, Kussenhof, Lachen, Locherhof, Löwenhorn, Moorhaus, Moser, Nieratz, Nieratzer Bad, Obermooweiler, Paulshof, Sailers, Schuppenberg, Thomashof, Wachter, Wälschenhof, Wälsches, Weißenhof, Weißes, Welbrechts, Wolfatz |
| Schomburg     | 2536 (31.12.2019)   | Batten, Bauren, Engelitz, Hagmühle, Halbrechts, Haslach, Haslachmühle, Hiltensweiler, Hochbühl, Hof Schomburg, Hugelitz, Kernaten, Lochmühle, Magel, Mittenweiler, Pflegelberg, Primisweiler, Rembrechts, Rhein, Schauwies, Ziegelhütte |